# Mount Feldkotter
Mount Feldkotter ist ein 1510 m hoher Berg im westantarktischen Queen Elizabeth Land. Im südlichen Abschnitt der Neptune Range in den Pensacola Mountains ragt er 6 km südlich des Gambacorta Peak auf.
Der United States Geological Survey kartierte ihn anhand eigener Vermessungen und Luftaufnahmen der United States Navy aus den Jahren von 1956 bis 1966. Das Advisory Committee on Antarctic Names benannte ihn 1968 nach Henry Herman John Feldkotter (1918–1987), Flugzeugelektriker auf der Ellsworth-Station im antarktischen Winter 1958.